# Another Way to Die
"Another Way to Die" is een nummer van de Amerikaanse rockmuzikant en zanger Jack White en R&B-zangeres en pianiste Alicia Keys.
Het nummer werd geschreven door White als soundtrack voor de James Bondfilm Quantum of Solace uit 2008. Het kwam online uit op 20 oktober 2008, en in de winkels op 24 november. Dit lied was het eerste duet dat een soundtrack werd bij een James Bondfilm.
De clip was in 2009 genomineerd voor een Grammy Award in de categorie "beste korte muziekvideo".

## Hitlijst
| Single met eventuele hitnotering(en) in de Nederlandse Top 40 | Datum van verschijnen | Datum van binnenkomst | Hoogste positie | Aantal weken | Opmerkingen                                             |
| ------------------------------------------------------------- | --------------------- | --------------------- | --------------- | ------------ | ------------------------------------------------------- |
| Another way to die                                            | 30-09-2008            | 04-10-2008            | tip2            | -            | Alicia Keys en Jack White / Nr. 48 in de Single Top 100 |